# Grade (biologie)
Grade is de Engelse term (groep) die in de cladistiek wordt gebruikt voor een informele, parafyletische groep van meestal morfologisch vergelijkbare, verwante taxa. Het betreft meestal een parafyletische groep, dus met een gezamenlijke voorouder, doch niet alle afstammelingen van die voorouder. Grades worden vaak onderscheiden omdat het taxa omvat met eenzelfde organisatieniveau. Het betreft groepjes van naburige zijtakken, meestal relatief laag ontwikkeld en aan de basis van een hoofdtak.
Het begrip 'grade' staat tegenover de clade, waartoe een voorouder met alle daarvan afstammende taxa behoren. Het kan gaan om een groep van basale clades zonder een kroongroep. 

## Voorbeelden
Een voorbeeld van een 'grade' is de ANA grade, de basale 'angiosperms' (primitieve bedektzadigen) met de ordes Amborellales, Nymphaeales (met onder andere de waterlelie) en de Austrobaileyales. Uit het cladogram blijkt dat de Amborellales de zustergroep zijn van alle andere 'angiosperms', de Nymphaeales de zustergroep zijn van alle overige 'angiosperms' zonder de Amborellales, en de Austrobaileyales de zustergroep zijn van de 'mesangiosperms', dus van alle overige 'angiosperms' zonder de Amborellales en de Nymphaeales.
Een ander voorbeeld vormen de mossen of bryofyten, waartoe oorspronkelijk de levermossen (Hepaticae) en de bladmossen (Musci), eventueel ook de hauwmossen (Anthocerotae) werden gerekend. 
De 'grade' van de mossen of bryofyten (met kleine letter geschreven) kan gedefinieerd worden als de Embryophyta (landplanten) zonder de vaatplanten. Tegenwoordig wordt deze grade op stamniveau gesplitst als respectievelijk de Marchantiophyta (levermossen), de Bryophyta (mossen) en de Anthocerotophyta (hauwmossen), met andere woorden de levermossen en de hauwmossen zijn afgesplitst van de rest van de mossen en vormen nu verschillende stammen. De hauwmossen vormen de zustergroep van de Tracheophyta, vaatplanten.
De mossen van de 'grade' hebben een vergelijkbaar organisatieniveau en komen overeen in hun levenscyclus: ze hebben een afwisseling van twee generaties. Er is een dominante, zelfstandig levende gametofyt en een sporofyt, die afhankelijk is van de gametofyt.